# Cantonul Ajaccio-1
Cantonul Ajaccio-1 este un canton din arondismentul Ajaccio, departamentul Corse-du-Sud, regiunea Corsica, Franța.

## Comune
| Comune  | Populație (1999) | Cod poștal | Cod INSEE |
| ------- | ---------------- | ---------- | --------- |
| Ajaccio | 52 880 (1)       | 20000      | 2A004     |